# La gazzetta
Pour les articles homonymes, voir Gazzetta.
La Gazette ou le Mariage aux enchères

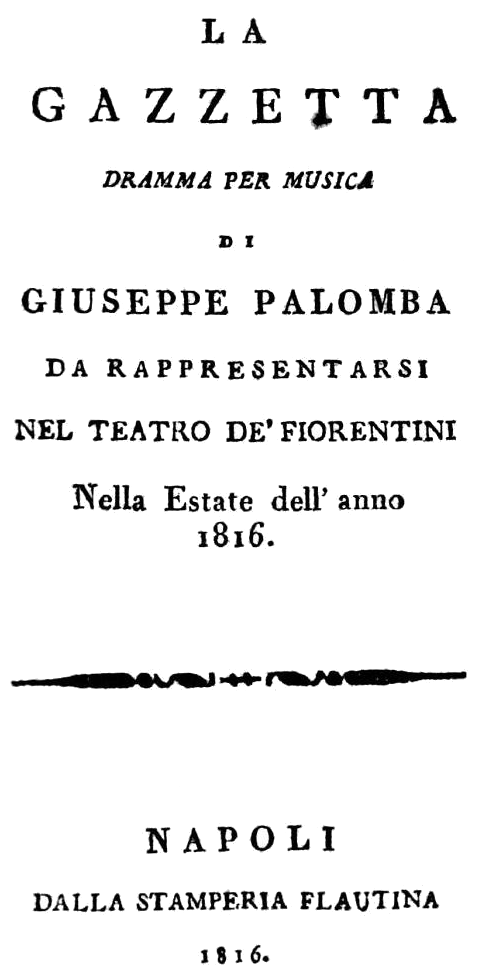
La gazzetta

La gazzetta, ossia il Matrimonio per concorso  (La Gazette ou le Mariage aux enchères) est un opéra bouffe en deux actes de Gioachino Rossini. Le livret est de Giuseppe Palomba et Andrea Leone Tottola d'après la pièce de Carlo Goldoni, Il matrimonio per concorso 1763.
L'opéra est une satire de l'influence que peuvent avoir les journaux sur la vie des gens. L'œuvre a eu, en son temps, un grand succès. Comme à son habitude, Rossini a utilisé des mélodies empruntées à ses œuvres antérieures. Il Turco in Italia, par exemple, y a largement contribué. L'ouverture est également célèbre pour y avoir été reprise dans La Cenerentola.
L'œuvre a été créée le 26 septembre 1816 au Teatre dei Fiorentini à  Naples.

## Rôles à la création
| Rôle                                       | Voix          | Interprète           |
| ------------------------------------------ | ------------- | -------------------- |
| Don Pomponio                               | basse         | Carlo Casaccia       |
| Lisetta, sa fille                          | soprano       | Margherita Chambrand |
| Filippo, l'aubergiste, amoureux de Lisetta | baryton       | Felice Pellegrini    |
| Alberto, jeune homme riche                 | tenor         | Alberigo Curioni     |
| Doralice, courtisée par Traversen          | soprano       | Francesca Cardini    |
| Anselmo, père de Doracile                  | basse         | Giovanni Pace        |
| Madama La Rose                             | mezzo-soprano | Maria Manzi          |
| Monsieur Traversen, un vieux beau          | basse         | Francesco Sparano    |

## Argument
Une auberge parisienne.
Don Pomponio et Anselmo s'installent dans une auberge avec leurs filles respectives, Lisetta et Doralice. Pomponio passe une annonce dans une gazette pour marier sa fille, mais celle-ci entretient une idylle avec l'aubergiste Filippo. De son côté, Doralice est courtisée par Traversen, mais préfère convoler avec Alberto qui parcourt le monde à la recherche de l'épouse parfaite. Après de multiples quiproquos, Pomponio acceptera de céder à l'inclinaison de Lisetta.